# (27900) Cecconi
Pour les articles homonymes, voir Cecconi.
(27900) Cecconi est un astéroïde de la ceinture principale.

## Description
(27900) Cecconi est un astéroïde de la ceinture principale. Il fut découvert le 7 septembre 1996 à Sormano par Valter Giuliani et Paolo Chiavenna. Il présente une orbite caractérisée par un demi-grand axe de 2,93 UA, une excentricité de 0,09 et une inclinaison de 16,7° par rapport à l'écliptique.

## Compléments